# Підземне сховище газу Майли-Суу
Підземне сховище газу Майли-Суу — інфраструктурний об'єкт газової промисловості у Киргизстані.
Сховище створили або почали створювати в часи існування СРСР на основі виснаженого газового родовища Майли-Суу IV – Східний Ізбаскент у пласті XIII, що належить до відкладів верхньої крейди та залягає на глибині 1360 метрів. Всього до роботи сховища залучили 29 свердловин, а його ємність визначається в джерелах на рівні 0,5—1 млрд м3.
Подача ресурсу для закачування могла відбуватись по газопроводу Наманган/Андижан — Майли-Суу, тоді як видача газу була можлива як по ньому, так і по газопроводу Майли-Суу – Джалалабад – Ош.
У 2000 році уряд Киргизстану ухвалив рішення про передачу сховища та компресорної станції «Майлисай» компанії «Киргизнафтогаз». Втім, фактично мова йшла про недіючий об'єкт, оскільки Киргизстан не мав ресурсу власного видобутку, а первісний проєкт був створений з розрахунку на поставки блакитного палива з Узбекистану.
У 2014-му права на ділянку Майли-Суу придбав російський «Газпром». Проведені на його замовлення дослідження показали, що 15 свердловин сховища потребують капітального ремонту, а на інших 14 необхідно встановити сучасну фонтанну арматуру. Більше того, щоб уникнути втрат ресурсу унаслідок перетоків між пластами бажано було провести капітальний ремонт всіх 67 свердловин, що коли-небудь були проперфоровані на пласті XIII. Як наслідок, висловили думку, що відновлення зберігання газу в пласті XIII може бути неможливим з комплексу геологічних, технічних та економічних причин.